# Musée de la Musique (Barcelone)
Pour les articles homonymes, voir Musée de la musique.
Le  musée de la Musique (Museo de la Música en catalan) est un musée situé à Barcelone, en Espagne, qui abrite une collection d'instruments de musique du monde entier ainsi que des documents biographiques, depuis les civilisations anciennes jusqu'aux nouvelles technologies du XXIe siècle. La collection du musée comprend 2000 instruments de musique, dont 500 sont exposés, dont l'une des meilleures collections de guitares du monde. Le musée couvre les aspects historiques, conservatoires et de recherche et promeut le patrimoine musical de la ville.
Le Musée de la musique est administré par le conseil municipal. Depuis 2007, son siège se trouve au deuxième étage de l'Auditorium de Barcelone dans le quartier de Fort Pienc.

## Voir également
- Liste de musées en Espagne
- École supérieure de musique de Catalogne